# Charles Robert Cockerell
Pour les articles homonymes, voir Cockerell.
Charles Robert Cockerell, né le 27 avril 1788 à Londres, mort en 1863, est un architecte britannique.
Fils d'un riche architecte, il entra très tôt en apprentissage chez son père puis chez Robert Smirke. Il effectua un long « Grand Tour » de plus de sept ans qui le mena en Grèce. Il participa à la découverte des sculptures du temple d'Aphaïa sur l'île d'Égine ainsi qu'à celle de la frise du temple d'Apollon à Bassae. Il découvrit l'entasis ainsi que la polychromie sur ce même temple et confirma sa découverte sur le Parthénon et l'Érechthéion. Il établit ainsi sa réputation d'architecte dans un Royaume-Uni alors porté au Greek Revival. 
Outre divers bâtiments privés, il réalisa le Monument national d'Écosse à Édimbourg ainsi que l'Ashmolean Museum à Oxford et le Fitzwilliam Museum à Cambridge. Il ne sut cependant pas s'adapter à la nouvelle mode du Gothic Revival, ce qui lui fit perdre de nombreux concours.

## Biographie

### Enfance et formation
Charles Robert Cockerell était le troisième des onze enfants de Samuel Pepys Cockerell (1753–1827) et de son épouse Anne Whetham. Son père, architecte, était le concepteur de Sezincote House, qui servit de modèle au Royal Pavilion de Brighton. Il avait fait fortune en acceptant toutes les commissions,. Par son père, Charles Robert Cockerell était l'arrière-arrière-petit-neveu de Samuel Pepys.
Il commença ses études dans une école privée de Finsbury avant d'aller à la Westminster School (1802-1804). Il n'y resta que deux ans et entra en apprentissage chez son père à seize ans. Il y resta quatre ou cinq ans avant de passer chez Robert Smirke, le grand architecte du Greek Revival. Il participa à l'élaboration du deuxième bâtiment du Royal Opera House (aujourd'hui disparu), premier portique en dorique Greek Revival de Londres,.

### Grand Tour et découvertes archéologiques
Afin de lui permettre de se perfectionner, son père finança un voyage culturel à travers l'ouest de l'Angleterre et le Pays de Galles en 1808. Il lui offrit aussi deux ans plus tard un « Grand Tour » à travers l'Europe dans le même but. L'idée était de lui faire acquérir une connaissance de première main de l'architecture ancienne pour en faire le chef de file du mouvement architectural Greek revival. C. R. Cockerell voulait aller vérifier sur place les principes architecturaux grecs transmis par Vitruve, dans tous les aspects de la construction et de l'ornementation. Le voyage devait durer trois ans, il se prolongea quatre ans de plus. Il partit après l'achèvement du Royal Opera House,,.
Ne pouvant se rendre en Europe occidentale à cause des guerres napoléoniennes, il se rendit directement dans l'Empire ottoman. Il séjourna surtout en Grèce (1810-1815). Là, il rejoint la société des Xénéion avec l'Anglais John Foster (un architecte de Liverpool), des Allemands Karl Haller von Hallerstein (architecte du roi de Bavière) et Jacob Linckh (du Wurtemberg) et du peintre et baron livonien (ou aussi estonien) Otto Magnus von Stackelberg. Se joignirent à eux ensuite l'archéologue danois Peter Olaf Brönsted et Georg Christian Gropius,.
En avril 1811, Cockerell, Hallerstein, Linckh et Foster passèrent vingt jours sur l'île d'Égine pour étudier ce qui était alors appelé le temple de Jupiter Panhellenios (le temple d'Aphaïa). Dès le deuxième jour, ils firent la découverte de seize statues en marbre, datant d'une période de l'art grec jusque-là inconnue : la transition entre la période archaïque et la période classique. Il négocia avec les Éginètes et acheta les marbres £40 (soit 800 piastres). Il amena la collection en secret à Athènes. Il proposa aux Allemands de racheter leurs parts pour £2 000. Les statues furent vendues aux enchères à Zante (Gropius y était consul pour l'Autriche) le premier novembre 1812. La Bavière les acheta 130 000 piastres (£6 500),.
En août 1811, C. R. Cockerell se rendit avec les Xénéion au temple d'Apollon à Bassae. Là, il en découvrit la frise. Il organisa avec ses compagnons une campagne de fouilles sur le site qui se déroula en 1812, alors qu'il se trouvait en Sicile. La frise fut revendue aux enchères une fortune au gouvernement britannique (60 000 $) et se trouve maintenant au British Museum. 
On lui doit aussi la découverte de l'entasis des colonnes (rattrapage architectural de l'illusion d'optique faisant qu'elles semblent concaves). Il observa le phénomène sur le Parthénon, l'Érechthéion et surtout sur le temple d'Aphaia à Égine. On lui doit aussi la découverte de la polychromie des temples qu'il observa à Égine et confirma par l'étude des temples athéniens. Cependant, ses importantes découvertes furent mal publiées, et trop tard. The Temples of Jupiter Panhellenius at Aegina, and of Apollo Epicurios at Bassae. ne fut publié qu'en 1860, soit trop tard pour retenir l'attention du public. En 1819, il exposa à la Royal Academy Idea of a Restoration of the Capitol and Forum of Rome., en 1820 Restoration of the east Front and Pediment of the Parthenon., en 1858 Study for the Mausoleum of Halicarnassus. Il compléta les travaux de Stuart et Revett en collaboration avec Wilkins.
En 1811-1812, il navigua autour de la Méditerranée : Asie mineure et Sicile. Là, il mesura pendant trois mois le Temple de Zeus Olympien. Victime d'une fièvre, il rentra à Athènes. Rétabli, il visita l'Albanie, le Péloponnèse et les îles de l'Égée. La chute de Napoléon en 1814 lui permit de se rendre en Italie. Il visita Naples et Pompéi, passa l'hiver 1815-1816 à Rome (pendant ce séjour, Ingres dessina son portrait) avant de passer l'été à Florence puis Milan. Il dessina alors son premier projet : un palais en l'honneur de Wellington.

### Début de carrière
De retour en Grande-Bretagne, C. R. Cockerell ouvrit en juin 1817 son cabinet d'architecte, financé par son père, dans le quartier chic de Mayfair. Son premier bâtiment ne fut pas Greek-Revival, mais néo-tudor à Harrow en 1818-1820. En 1819, il fut nommé avec son père Surveyor's of Saint Paul's Cathedral (dont il remplaça la Ball and Cross en 1821) et d'India House. 
En 1819, il fonda le Travellers' Club. Il y fréquenta d'autres anciens voyageurs devenus personnalités influentes, ce qui lui permit d'obtenir un certain nombre de commissions.
Le 4 juin 1828, il épousa Anna Rennie (1803-1872), fille de l'ingénieur John Rennie (qui réalisa le Waterloo Bridge). Ils eurent 10 enfants.
Il fut Président du Royal Institute of British Architects. Il perdit cependant de nombreux concours pour des bâtiments car il ne sut pas s'adapter au Gothic Revival, surtout pour les églises. Il perdit par exemple pour les Maisons du Parlement ou pour la National Gallery. De plus, il passa sa vie à critiquer les constructions Greek Revival en Grande-Bretagne (ou en France, comme les Invalides, Saint-Sulpice ou le Panthéon), parce qu'il connaissait, lui, l'architecture grecque classique originelle. Il ne se considéra jamais non plus vraiment comme un architecte. Il se considérait comme un artiste. Il avait projeté de rédiger avec Haller une histoire de l'art antique, mais Haller mourut en 1818 et le projet avorta.
Il obtint en 1845 un Honorary degree of DCL à Oxford. En 1860-1861, il reçut Her Majesty's Gold Medal en tant que Président du Royal Institute of British Architects. Il était aussi Chevalier de la Légion d'Honneur, un des huit associés étrangers de l'Académie des beaux-arts à Paris, membre de l'Académie Saint Luc de Rome, des Académies Royales de Bavière, Belgique, Danemark, des Académies de Genève et Gênes, de l'American Institute of Architecture.
Il devint Professeur d'Architecture à la Royal Academy en 1839, après la mort de Wilkins. Il garda ce poste jusque 1857.

## Réalisations

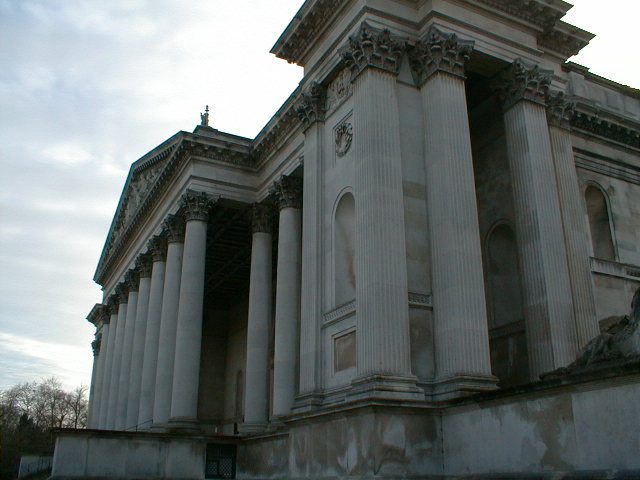
Le musée Fitzwilliam à Cambridge.

Parmi ses bâtiments publics se trouvent : la Hanover Chapel, en style Greek Revival, sur Regent Street (1823-1825) (elle fut démolie en 1896) ; la Literary and Philosophical Institution à Bristol, dans laquelle il utilisa ses découvertes architecturales en Grèce ; le Monument national d'Écosse, copie du Parthénon, au sommet de Calton Hill à Édimbourg, dont le but était similaire au Valhalla de Bavière : un mémorial pour les Écossais morts au cours des guerres napoléoniennes et pour les grands hommes d'Écosse ensuite (début des travaux en 1822, abandonné en 1829, après la construction de seulement 14 colonnes et une architrave). Il y a surtout l'Ashmolean Museum et le Taylorian Institute à Oxford. On lui doit aussi de nombreuses banques et immeubles de compagnies commerciales. Il fut l'architecte du commerce. Il fut enfin l'architecte de l'église anglicane St Andrew à Athènes (1840-1843), cruciforme selon la tradition grecque, mais en granit d'Aberdeen, et dans un austère style primitif anglais.
Il fut chargé de la restructuration du bâtiment du Travellers' Club (escalier décoré avec des copies des frises du Parthénon et de Bassae, et un dôme Greek Revival équivalent à celui de Hanover Chapel). Cela lui valut les contrats de restructuration de trois maisons de campagne appartenant à la famille du Hon. Robert Clive, rencontré au Travellers' Club : une fois le dorique délien (colonnes non cannelées, sauf deux petites bandes au sommet et à la base, comme pour le temple hellénistique d'Apollon à Délos), les deux autres fois en s'inspirant de Bassae. Dans le jardin du père de Clive, il construisit une copie de la Tour des Vents. Il travailla sur deux autres bâtiments privés : Grange Park où il restructura la salle à manger, et où il installa un portique ionique à l'entrée de la serre ; ainsi que son chef-œuvre Greek Revival : Lough Park en Irlande, avec un portique en ionique athénien.

## Le rêve du professeur

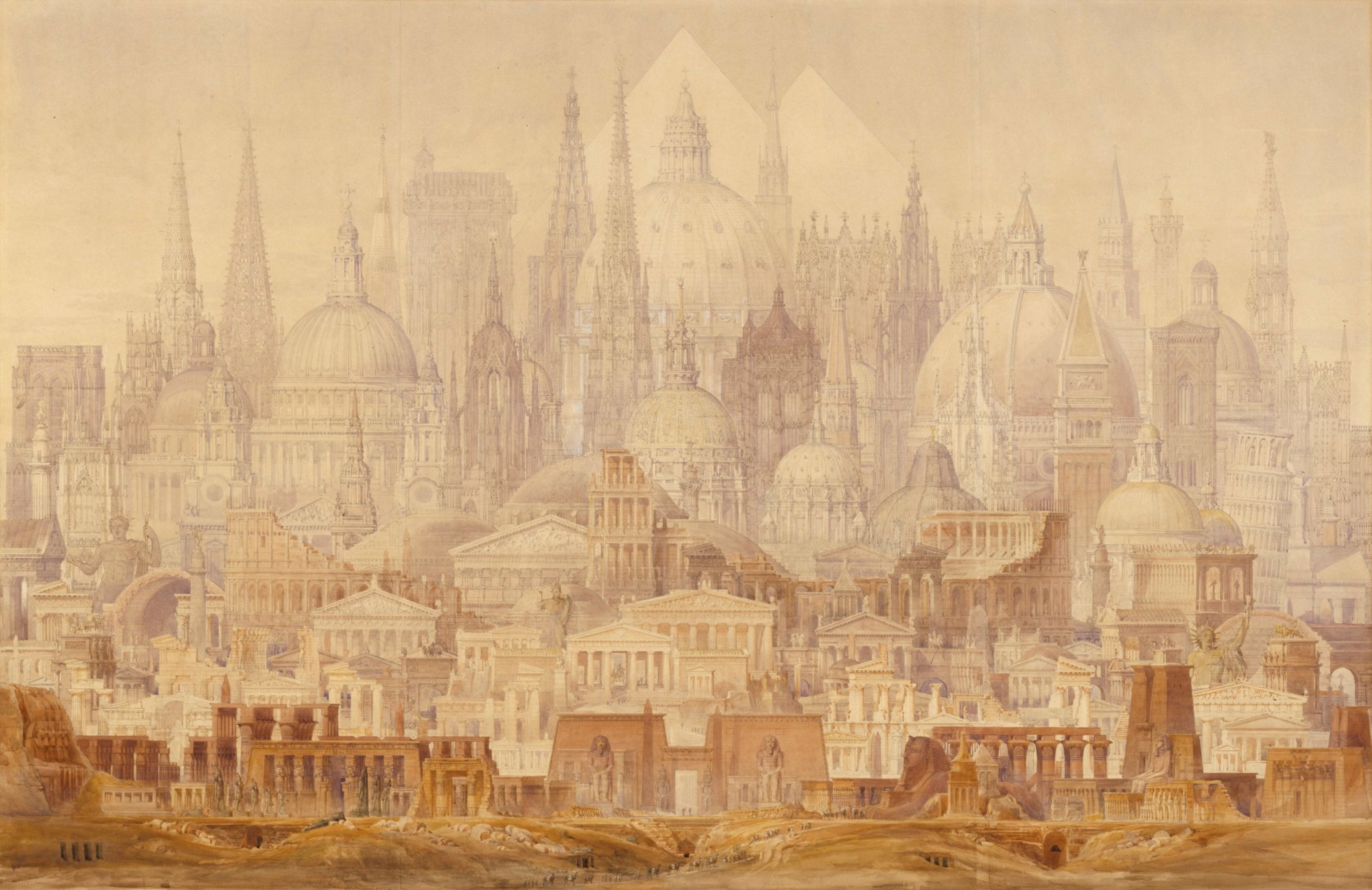
Le Rêve du professeur (1848).

Parmi les travaux de Cockerell, une place à part doit être réservée à un grand dessin d'architecture (141 x 199 cm) intitulé Le rêve du professeur (The Professor's Dream), réalisé à la plume, au crayon et au lavis et conservé à la Royal Academy of Arts. Lors de sa première exposition à la Royal Academy en 1849, le dessin fut décrit comme « une juxtaposition des monuments les plus importants des temps anciens et modernes ». Inspiré de ses voyages en Italie, en Grèce et au Proche Orient, cette fiction architecturale réunit sur la même image, la Basilique Saint-Pierre de Rome, la Basilique San Lorenzo de Florence, la Cathédrale Saint-Paul de Londres, des cathédrales gothiques, des monuments égyptiens (pyramides) et des temples grecs et romains. La réunion et l'accumulation de toutes ces constructions d'époques, de lieux et de styles différents, lui confère une impression d'étrangeté confinant au fantastique.